# Kavagucsi Josikacu
Kavagucsi Josikacu (川口能活; Hepburn: Kawaguchi Yoshikatsu; Fudzsi, 1975. augusztus 15. –) visszavonult japán válogatott labdarúgó, kapus.

## Karrier
A Simizui Kereskedelmi Főiskolán tanult, tagja volt az iskolai csapatnak. A főiskola elvégzése után a Jokohama Marinos profi csapathoz szerződött. A japán labdarúgó-válogatott tagjaként részt vett az 1996. évi nyári olimpiai játékokon Atlantában.

### A válogatottban
A japán labdarúgó-válogatottban való kiváló szereplés után Angliába, a Portsmouth FC-hez szerződött. Majd játszott egy évet a Dán  Nordsjællandban. 2005-ben tért vissza hazájába a Júbilo Ivatahoz.
1997 óta válogatott eddig összesen 113-szor ölthette magára a japán nemzeti tizenegy mezét.